# Sprawiedliwość sowiecka
Sprawiedliwość sowiecka (svenska: "Den sovjetiska rättvisan") är en bok av Kazimierz Zamorski (pseudonym Sylwester Mora) och Stanisław Starzewski (pseudonym Piotr Zwierniak), som gavs ut i Rom 1945 av ett förlag knutet till polska Andra kåren (den så kallade "Anders armé"). Boken var en av de första i västvärlden att ta upp Sovjetunionens rättsskipning under Stalintiden och som redovisade omfattningen av GULAG-systemet. Boken innehåller en förteckning över lägren som även utmärks på en karta. Boken kom bara tre år efter att 115 000 polacker (inklusive polska judar), ukrainare, vitryssar och litauer fick amnesti och lyckades lämna Sovjetunionen över Iran.
Bokens första del (93 sidor) är en polemisk analys av den sovjetiska brottsbalken och hur den tillämpades mot den sovjetiska befolkningen och i de östra polska provinserna, som anslutits till Sovjetunionen i september 1939. Det görs även jämförelser med europeisk lagstiftning. Bokens andra del (165 sidor) redovisar en mycket stor mängd intervjuer med forna GULAG-fångar om deras öden i den sovjetiska fångenskapen.
Boken kom ut i Warszawa i en nyupplaga 1994.